# Pasquale Taraffo
Pasquale Taraffo (Genova, 14 novembre 1887 – Buenos Aires, 24 aprile 1937) è stato un chitarrista italiano.
Definito Il Paganini della chitarra e, in America Latina, anche El dios de la guitarra, si specializzò nel suonare una speciale chitarra multicorde con quattordici corde chiamata "chitarra-arpa", costruita appositamente per lui. A Genova era conosciuto anche in dialetto genovese come O Reua ("il Ruota"), a causa del rapidissimo vorticare della sua mano destra durante le esecuzioni con la chitarra.

## Biografia
Il padre Giuseppe, fabbro, la madre Alfonsina, i fratelli Giovanni, Pietro, Rinaldo e la sorella Maria erano tutti amanti della musica, cosa abbastanza comune a quei tempi.
È appunto in questo ambito familiare che egli si appassiona alla chitarra ricevendo i primi insegnamenti dal padre, che suona questo strumento.
Le sue doti di bambino prodigio (inizia la carriera a soli nove anni) lo rendono immediatamente popolare e per lui vengono organizzati ascolti in luoghi diversi; di lui si interessano particolarmente due facoltosi concittadini (Stefano Censini e Prospero Lavarello), che lo sostengono sia finanziariamente che col proiettarlo su palcoscenici di altre città.
Per Taraffo, la chitarra a sei corde si rivela presto troppo limitata nei suoni, anche perché, andando incontro ai gusti dell'epoca, egli si dedica ad esecuzioni al di fuori del normale repertorio chitarristico popolare e con l'aiuto del liutaio Settimio Gazzo realizza una speciale chitarra a quattordici corde, che in seguito verrà sostenuta da un piedestallo.
Nel 1910, già apprezzato in ambito nazionale, egli si reca a Barcellona dove, dopo aver tenuto concerti per quaranta notti consecutive nello stesso locale, verrà indicato come El dios de la Guitarra.
Ritornato in patria, consolida le sue affermazioni esibendosi in molti teatri ove si tengono spettacoli di Gran Varietà, allora molto in uso anche perché non sono ancora apparsi il cinema, la radio, i dischi e la televisione.
Il bisogno di farsi conoscere all'estero si fa sentire tanto che nel settembre 1925 si presenta a Buenos Aires ove, non avendo credenziali, va in cerca di un qualche impresario che lo ascolti. L'ascolto avverrà dopo pochi giorni, in presenza della stampa che, vinta la diffidenza iniziale, ne tesserà ampie lodi specialmente dopo i concerti che terrà allo Smart Theatre ed altri teatri.
A maggio del 1926, lo ritroviamo in Italia, dove tiene una serie di concerti, sempre intrattenendo il pubblico come solista ma, a settembre dello stesso anno, ritorna in Sud America dove consolida i suoi successi attraverso concerti in varie località, come al Royal Theatre di Montevideo (24 settembre 1927) dove riceve ampi consensi sia dal pubblico che dalla stampa.
È uomo semplice, riservato, buono d'animo, taciturno e ama molto la sua famiglia, formata dalla moglie Armida e dai due figli Stefania e Prospero, ama inoltre la sua città ed i suoi amici, soffrendo quindi la lontananza; questi fattori incidono pesantemente sulla breve durata delle sue tournée all'estero, causando risultati economici non soddisfacenti. Insomma è un uomo che da solo cerca di farsi apprezzare in tutto il mondo!
Trascorre gli ultimi mesi del 1927 e quasi tutto il 1928 in Italia dove, assieme al fratello Pietro, alla cantante Zara Prima ed al bravo mandolinista Nino Catania, tiene concerti a Genova, Tortona, Torino, Trieste ed altre località prevalentemente dell'alta Italia. Lo stesso Catania riferirà in una sua intervista del 1984 che Taraffo era considerato una star di prima grandezza del teatro di variété.
Dal dicembre 1928 sino a metà giugno del 1929 lo troviamo negli Stati Uniti, sei mesi a New York e dintorni, un mese in California. Questa trasferta sarà densa di eventi importanti e di grandi riconoscimenti.
Il 19 dicembre verrà ripreso in un breve film.
Il 23 dicembre si esibisce, sempre da solista, al Teatro Gallo di New York. A questo concerto sono presenti molte autorità cittadine e, fatto considerevole, cantanti del Metropolitan e del mondo musicale non popolare.
Alcuni di questi rilasciano a Taraffo, in segno di ammirazione, la loro foto con dediche che esaltano le grandi qualità dell'artista; tra questi meritano una citazione particolare i tenori Lauri Volpi, Federico Jagel ed il violinista Vasa Prihoda.
Taraffo svolge la sua attività concertistica in questa regione sino alla metà di maggio, recandosi poi in California, dove incontra un caro amico: Guido Deiro, il primo ed il più grande fisarmonicista degli Stati Uniti, musicista assurto ai più alti livelli di notorietà nell'area del Gran Varietà. Tengono insieme una nutrita serie di concerti dove sono spesso presentati come "Il più grande chitarrista del mondo" ed "Il più grande fisarmonicista del mondo". Incidono separatamente due dischi (78 giri) per la Columbia dove, per reciproca cortesia, viene ripreso lo stesso motivo musicale "Prospero": il primo suonato da Guido Deiro con la fisarmonica, l'altro da Taraffo con la chitarra. Prospero è il nome di uno dei benefattori di Taraffo, che ha così chiamato il suo unico figlio maschio. Eseguendo questo pezzo musicale, Guido Deiro ha voluto certamente dare una prova di affetto e di stima nei confronti del caro compatriota. Il concerto con il quale Taraffo si accomiata dagli Stati Uniti viene dato dai due artisti insieme il 14 giugno 1929 al Liberty Theatre.
Tornato a casa, continua sia l'attività concertistica che le incisioni discografiche, ma non ne coglie risultati economici soddisfacenti, nonostante la fama acquisita, forse a causa del suo carattere estremamente chiuso o della non sufficiente capacità nel promuovere la propria immagine.
Stanco di solitarie imprese, desideroso di assicurarsi un introito certo e meno faticoso, entra a far parte dell'orchestra del maestro argentino Eduardo Blanco insieme ad un suo amico, il cantante genovese Mario Cappello.
Con la sopradetta orchestra, che si esibisce sul transatlantico Conte Grande, Taraffo partecipa a tre crociere che si svolgono prevalentemente nel Mediterraneo e mari limitrofi. Avrà modo di farsi apprezzare sia a bordo che a terra nei vari porti toccati dalla nave, sulla quale resta impegnato dalla metà di luglio alla metà di settembre dell'anno 1933. Ancora in questo anno ritorna in Sud America per una tournée e, al ritorno, passa per New York, dove i suoi ammiratori organizzano un concerto con pranzo di festeggiamento presso il Balilla's Restaurant. Dopo soli cinque giorni, il 10 gennaio 1934, si imbarca sulla nave Roma per lasciare gli Stati Uniti, dove non farà più ritorno.
Per tutta la restante parte dell'anno e inizio 1935, fa parte dell'orchestra di Eduardo Blanco, con l'amico Mario Cappello, tenendo concerti in tutta Europa e parte dell'Asia.
Ai primi di agosto del 1936 fa ritorno in Argentina insieme a Cappello, con il quale partecipa a molti concerti e trasmissioni radiofoniche presso Radio Cultura e Radio Fenix. I due dovrebbero continuare una tournée attraverso tutti i paesi dell'America Latina, ma Pasquale Taraffo - causa l'aggravamento di una forma gastro duodenale che lo perseguita da tempo - viene ricoverato presso l'ospedale Ramos Mejia ove muore alle ore 22:45 del 24 aprile 1937 a soli cinquant'anni.
I funerali avranno luogo due giorni dopo, con grande partecipazione anche di connazionali; verrà sepolto nel cimitero della Chacarita da dove le sue spoglie non faranno più ritorno in patria.
La sua chitarra a quattordici corde è conservata al Conservatorio Niccolò Paganini di Genova.

## Repertorio
Taraffo esegue nei suoi concerti brani di diversi autori. Attingendo dai pochi programmi di concerto e dalla discografia che si è riusciti a raccogliere, vengono di seguito elencati alcuni di questi che, ovviamente, rappresentano solo una minima parte del reale repertorio dell'artista.
Occorre ricordare che Taraffo segue il filone della musica popolare, cioè quella che piace al pubblico di un'epoca ove i teatri sono molti e adatti ad un genere di spettacolo costituito in gran parte dall'opera lirica, dall'operetta e dal gran varietà.
È chiaro che Taraffo orienta il suo repertorio verso il gusto del pubblico ed è solo grazie al suo grande talento che riesce ad eseguire sinfonie di opere liriche ed altre composizioni non più praticate da altri chitarristi. Ricordiamo anche che all'epoca non esistevano sistemi di amplificazione e che il suono naturale dello strumento si doveva ascoltare in un teatro ove il pubblico poteva venire distratto da altri elementi che componevano lo spettacolo (giocolieri, acrobati, ballerine).
- Sidney Jones  -  La Geisha -  fantasia dall'operetta  -  riduzione P. Taraffo;
- Attilio Margutti  -  Serenatella spagnola;
- Pasquale Taraffo  -  Stefania  -  marcia;
- Vincenzo Bellini  -  Norma  -  sinfonia dall'opera  -  riduzione P. Taraffo;
- Pietro Mascagni  -  Cavalleria Rusticana  -  intermezzo  -  riduzione P. Taraffo;
- V. Monti -  Czardas;
- Vincenzo Bellini  -  Sonnambula  -  coro  -  riduzione P. Taraffo;
- Moletti  -  Kocktail  -  danza americana;
- Vari  -  canzoni popolari moderne (anno 1921);
- Jolie  -  Gavotta  -  riduzione P. Taraffo;
- Attilio Margutti  -  Serenata Capricciosa;
- Viñas  -  Fantasia capriccio;
- Pasquale Taraffo  -  Bella  -  gavotta;
- Giuseppe Verdi  -  Rigoletto  - quartetto - riduzione P. Taraffo;
- Francisco Tárrega  -  Capriccio Arabo;
- Pasquale Taraffo  - L'onda  -  valzer;
- Natale Carosio  -  Marcia caratteristica;
- Georges Bizet - Carmen - preludio atto IV - riduzione P. Taraffo;
- Edvard Grieg -;
- Franz Liszt  -;
- Franz Schubert - Momento Musicale;
- P. de Sarasate  -;
- Gioachino Rossini - Semiramide - sinfonia - riduzione P. Taraffo;
- I. Albéniz  -;
- Natale Carosio - Cartolina - mazurca;
- De Maria - Gavotta;
- Luigi Boccherini - Minuetto;
- Vincenzo Bellini - Norma - ouverture - riduzione P. Taraffo;
- Pasquale Taraffo - Pizzicato;
- Gioachino Rossini - Il barbiere di Siviglia - cavatina di Figaro - canto e chitarra;
- Pasquale Taraffo - Sonatine in A Major;
- Pasquale Taraffo - Valzer Variazioni;
- Pasquale Taraffo - Nostalgia Veneziana - fantasia;
- Pasquale Taraffo - Lido d'Albaro;
- Pasquale Taraffo - Fumo dei chitarristi;
- Valverde - La Gran Via - valzer;
- Pasquale Taraffo - Scottish Chitarristico;
- Pasquale Taraffo - Marcia Americana;
- Pasquale Taraffo - Marcia Cogliolo;
- Pasquale Taraffo - Prospero - tango;
- Pasquale Taraffo - Alfonsina - gavotta;
- Pasquale Taraffo - Armida - mazurca;
- Pasquale Taraffo - Lorenzita - passo doppio;
- Cammorata - Assuntina - polka;
- Genta - Giuseppina - polka;
- Attilio Margutti - Marechita - marcia;
- G. Capitani - La Doccia - mazurca;
- Attilio Margutti - Violinista - czardas;
- D. Ciolfi - L'Iride - mazurca;
- Attilio Margutti - Pattuglia;
- Navarrine – Raggi - Oro Muerto - canzone tango;
- Attilio Margutti - Mio Amore - bolero serenata;
- Stornelli e paragoni - canto e chitarra;
- Pasquale Taraffo – Mario Cappello - Geronima - passo doppio - canto e chitarra;
- N. Valente - Sirena - canto e chitarra;
- A. Gardel - Nelly - canto e chitarra;
- Stornelli del Sor Capanna - canto e chitarra.

## Discografia

### CD
- 1999: Una leggenda della vecchia Genova : chitarrista Pasquale Taraffo "O Reua" (1887-1937) (Il Fronimo; FR991; antologia di 27 brani)
- 2007: Taraffo - Una leggenda della chitarra (Devega; 00055 10808; antologia di 41 brani)